# Cynthia García Coll
Cynthia García Coll is een ontwikkelingspsychologe uit Puerto Rico, en de huidige hoofdredacteur van het tijdschrift Child Development. Ze behaalde haar PhD in Harvard en doceert aan Carlos Albizu University waar ze tevens onderdirecteur is van het Institutional Center for Scientific Research. Ze heeft meer dan honderd publicaties geschreven, waaronder verscheidene boeken.

## Carrière
García Coll is de huidige hoofdredacteur van Child Development, een hooggewaardeerd tijdschrift in het veld van psychologie en kinderontwikkeling. Ze behaalde haar PhD aan Harvard, en is sinds 2017 onderdirecteur van het Institutional Center for Scientific Research bij Carlos Albizu University in San Juan, Puerto Rico. Tevens is ze een Professor in het Clinische Psychologie programma in Albizu. Voordat ze terug verhuisde naar Puerto Rico, waar ze haar jeugd spendeerde, was García Coll een professor van onderwijs, psychologie, en kindergeneeskunde bij Brown University.
García Coll was lid van de MacArthur Foundation Network “Successful Pathways Through Middle Childhood” van 1994 tot 2002. In 2009 ontving ze de Cultural and Contextual Contributions to Child Development Award van de Society for Research in Child Development. Ze is lid van de American Psychological Association, en functioneerde als vroegere president van de Society for the Study of Human Development.
García Coll heeft verscheidene onderwerpen onderzocht, waaronder de psychologische veerkracht van kinderen van tienermoeders en kinderen van immigranten. Ze heeft ook onderzoek gedaan naar de immigranten paradox (immigrant paradox); die wijst uit dat geïmmigreerde kinderen en adolescenten van de eerste generatie zich academisch en gedragsmatig beter aanpassen dan later geïntegreerde generaties. Geïmmigreerde kinderen van de eerste generatie overtreffen vaak Amerikaanse kinderen op school, ondanks het feit dat ze achterlopen aan het begin van hun schoolcarrière. García Coll bevond dat geïmmigreerde kinderen van Hispaanse afkomst die in hun thuissituatie Spaans spreken zich beter aanpassen dan gelijkaardige kinderen van immigranten die geen Spaans spreken in hun thuissituaties. Haar werk wijst ook uit dat toegang tot sociale welvaart en sociaal beleid gericht op de inclusie van de immigranten een positief effect heeft op het academisch succes van geïmmigreerde kinderen. Het slagingspercentage van kinderen met minstens één geïmmigreerde ouder was 5.3% hoger in Amerikaanse staten waar immigrantenfamilies uitkering konden ontvangen van het Temporary Assistance for Needy Families-programma, dat federale subsidies voorzag voor families met een laag inkomen.
Nadat de orkanen Maria en Irma Puerto Rico troffen, schreef García Coll een opiniestuk in de Providence Journal. Hierin beschreef ze de ravage en deed ze een oproep voor een wetsontwerp voor wederopbouw, zoals bij het aangenomen wetsontwerp na Hurricane Harvey in Texas en Hurricane Irma in Florida.

## Privéleven
García Coll verblijft in Puerto Rico in de omgeving van de hoofdstad San Juan.

## Geselecteerd werk
García Coll heeft meer dan honderd publicaties geschreven, waaronder verscheidene boeken.
.

### Artikelen
- García Coll, Cynthia, Kagan, Jerome, Reznick, J. Steven (June 1984). Behavioral Inhibition in Young Children. Child Development 55 (3): 1005. DOI: 10.2307/1130152.

### Boeken
- García Coll, Cynthia T. (1 August 1989). The Psychosocial development of Puerto Rican women. Praeger. ISBN 978-0-275-92345-7.
- Lamberty, Gontram, García Coll, Cynthia (21 november 2012). Puerto Rican Women and Children: Issues in Health, Growth, and Development. Springer US. ISBN 978-1-4613-6053-7.
- Coll, Cynthia T. García, Surrey, Janet L. (17 april 1998). Mothering Against the Odds: Diverse Voices of Contemporary Mothers. Guilford Publications. ISBN 978-1-57230-330-0.
- Developmental Pathways Through Middle Childhood: Rethinking Contexts and Diversity as Resources, 1st. Lawrence Erlbaum Associates (June 27, 2005). ISBN 978-0-8058-5199-1. Geraadpleegd op 21 november 2018.
- García Coll, Cynthia, Marks, Amy Kerivan (3 april 2009). Immigrant Stories: Ethnicity and Academics in Middle Childhood. Oxford University Press. ISBN 978-0-19-972126-9.
- García Coll, Cynthia T., Marks, Amy Kerivan (2012). The Immigrant Paradox in Children and Adolescents: Is Becoming American a Developmental Risk?. American Psychological Association. ISBN 978-1-4338-1053-4.
- García Coll, Cynthia T. (2012). The Impact of Immigration on Children's Development. Karger Medical and Scientific Publishers. ISBN 978-3-8055-9798-2.
- Coll, Cynthia Garcia, Bearer, Elaine L., Lerner, Richard M. (4 april 2014). Nature and Nurture: The Complex Interplay of Genetic and Environmental Influences on Human Behavior and Development. Psychology Press. ISBN 978-1-135-62896-3.